# Michel Waldschmidt
Michel Waldschmidt (Nancy, 17 de junho de 1946) é um matemático francês. Trabalha com teoria dos números, em especial números transcendentes.
Waldschmidt frequentou a escola em Nancy (Lycée Henri Poincaré) e estudou na Universidade de Nancy (formatura 1968). Obteve um doutorado na Universidade de Bordeaux em 1972, orientado por Jean Fresnel, com a tese Indépendance algébrique de nombres transcendants, onde foi em 1971/72 attaché de recherche do Centre national de la recherche scientifique (CNRS). Depois foi Lecturer na Universidade Paris-Sul em Orsay e 1972/73 Maître de conférences na Universidade Pierre e Marie Curie, onde foi Professor em 1973 e permanece até a atualidade. Waldschmidt foi também professor visitante dentre outras da Escola Normal Superior de Paris. É membro do Institut de mathématiques de Jussieu.
De 2001 a 2004 foi presidente da Société Mathématique de France. 

## Obras
- Diophantine approximation on linear algebraic groups. Springer, Grundlehren der mathematischen Wissenschaften, 2000.
- Nombres transcendants. Lecture Notes in Mathematics Volume 402, 1974, Springer.
- Nombres transcendants et groupes algébriques. Astérisque Volume 69/70, 1979, 2ª Edição 1987.
- Transcendence Methods. Queens Papers in Pure and Applied Mathematics, 1979.
- com Jean-Marc Luck, Pierre Moussa, Claude Itzykson (Editores): From Number Theory to Physics. Les Houches Lectures 1989, Springer 1992.